# San Jose, Batangas
San Jose là một đô thị cấp một ở tỉnh Batangas, Philippines. Theo điều tra dân số năm 2015, đô thị này có dân số more than 76.971 người trong.

## Các đơn vị hành chính
San Jose, về mặt hành chính, được chia thành 33 khu phố (barangay).
| - Aguila - Anus - Aya - Bagong Pook - Balagtasin I - Balagtasin II - Banay-banay I - Banay-banay II - Bigain I - Bigain II - Calansayan | - Dagatan - Don Luis - Galamay-Amo - Lalayat - Lapolapo I - Lapolapo II - Lepute - Lumil - Natunuan - Palanca - Pinagtung-Ulan | - Poblacion Barangay I - Poblacion Barangay II - Poblacion Barangay III - Poblacion Barangay IV - Sabang - Salaban - Santo Cristo - Mojon-Tampoy - Taysan - Tugtug - Bigain South |